# Geografia del Giappone

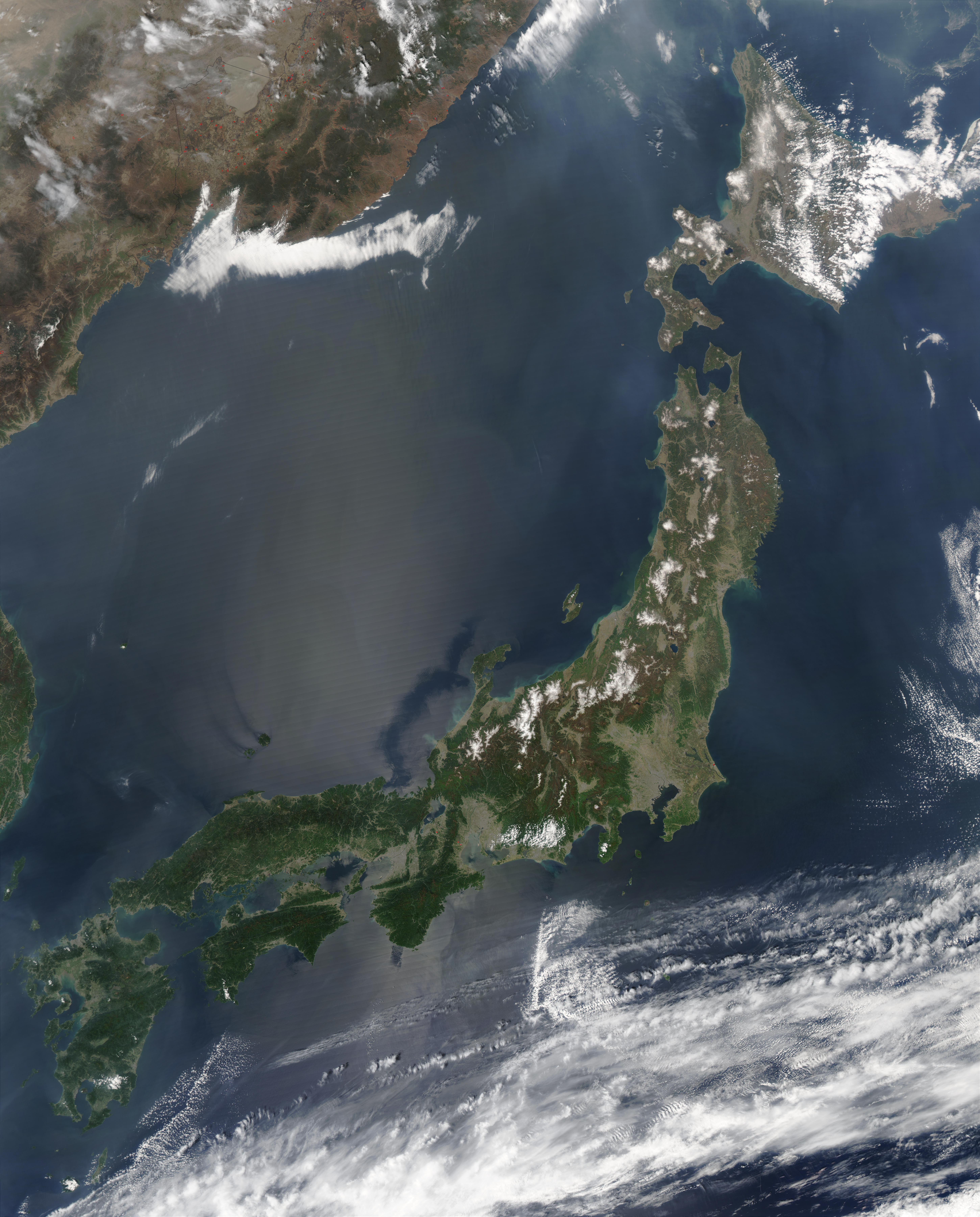
Il Giappone visto dal satellite

La geografia del Giappone comprende la descrizione di tutti gli elementi fisico-geografici (pianure, mari, rilievi, laghi e fiumi) del Paese nipponico.
Il Giappone è uno stato insulare (formato da isole) dell'Asia orientale, nonché un arcipelago stratovulcanico situato lungo la costa pacifica dell'Asia. Secondo il sistema di coordinamento geografico, si estende dal 24º al 46º di latitudine nord e dal 123º al 146º di longitudine est. È bagnato a est dall'oceano Pacifico, a nord dal mare di Okhotsk (dove lo stretto di La Pérouse separa il Giappone dall'Estremo Oriente russo), ad ovest dal mar del Giappone che lo separa dalla Corea, a sud dal mar Cinese Orientale che separa le isole Ryūkyū da Cina e Taiwan.
Ha la superficie di 377973 km² (è il 62º paese al mondo per grandezza), di cui 364543 km² rappresentano terraferma mentre i restanti 13430 km² sono occupati dall'acqua. È il quarto paese insulare più grande del mondo e il più grande paese insulare dell'Asia orientale.

## Territorio nipponico

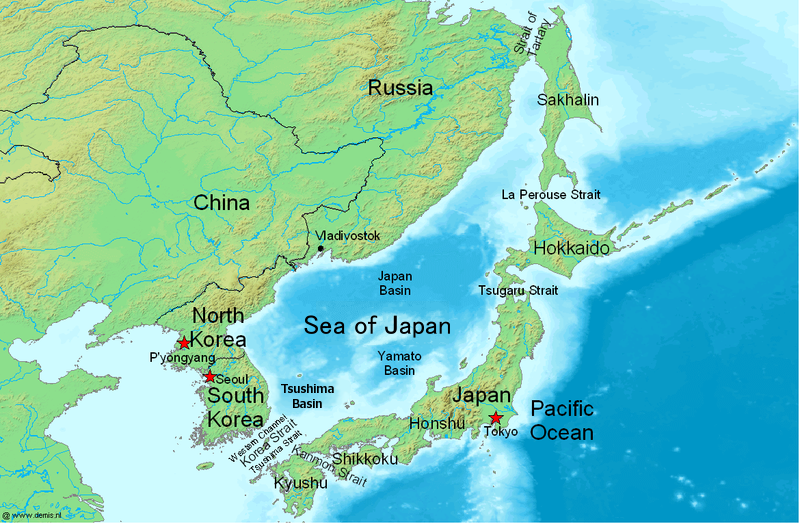
Il Mar del Giappone separa l'arcipelago giapponese dalla penisola coreana, mentre a nord lo stretto di La Pérouse separa l'isola di Hokkaidō da quella di Sachalin

L'arcipelago giapponese è composto da 6 852 isole. Le quattro maggiori, da nord a sud, sono Hokkaidō, Honshū, Shikoku, Kyūshū; esse formano un arco lungo circa 3000 km che si apre verso nord-ovest, a est del continente euroasiatico, tra l'oceano Pacifico, il mare di Ochotsk, il mar del Giappone e il mar Cinese Orientale.
A sud della regione del Kantō, a circa 1100 km dalle isole maggiori, si estende l'arcipelago delle isole Nanpō che a sua volta comprende le isole Izu, Ogasawara e Vulcano, di cui fa parte la celebre Iwo Jima. A sud di Kyūshū si trova l'arcipelago delle Ryūkyū, le cui isole principali sono Okinawa, Amami e Sakishima. A nord di Hokkaidō sono situate le isole Curili, la cui sovranità è motivo di disputa con il governo russo.

Mappa topografica del Giappone

Le isole che formano il Giappone costituiscono la parte emersa di una grande catena montuosa, in origine appartenente al continente asiatico, dalla quale si staccarono nell'era cenozoica. La lunga e stretta isola principale, Honshū, che da sola rappresenta i due terzi della superficie del paese, ha un'ampiezza massima inferiore ai 322 km, così nessun punto del Giappone dista più di 161 km dal mare. Il litorale, molto lungo in proporzione alla superficie totale della nazione, è ricco di baie e insenature; si sviluppa e per 29750 km e pertanto fa del paese il sesto con la costa più lunga del mondo.
Le coste sul Pacifico sono in prevalenza frastagliate; i numerosi golfi, promontori e insenature sono la conseguenza dell'azione erosiva delle maree e di violente tempeste. La costa occidentale di Kyūshū, sul mar Cinese Orientale, rappresenta la parte più irregolare del litorale giapponese. È possibile trovare qualche insenatura navigabile sulla costa orientale sopra Tokyo, ma è a sud dell'omonima baia che sono situati molti dei più importanti porti e baie del Giappone. Tra Honshū, Shikoku e Kyūshū si trova il Mare interno di Seto, disseminato di isole e collegato all'oceano Pacifico e al mar del Giappone da tre piccoli stretti raramente colpiti dalle tempeste oceaniche. La linea costiera occidentale, che s'affaccia sul mar del Giappone, è poco articolata e ha un'estensione inferiore ai 4830 km; le uniche insenature di rilievo sono la baia di Wakasa e la baia di Toyama nello Honshū.
L'arcipelago nipponico è stato trasformato dall'opera dell'uomo in una sorta di terra continua, in cui le quattro isole principali son interamente raggiungibili e percorribili dai mezzi di trasporto ferroviari e stradali grazie alla costruzione di enormi viadotti e gallerie che collegano le varie isole. Inoltre sono state costruite diverse isole artificiali, ad esempio, Odaiba e Port Island.
Nel novembre 2008 il Giappone ha presentato una richiesta di espansione della sua piattaforma continentale; quattro anni più tardi, nel 2012, la Commissione delle Nazioni Unite sui limiti della piattaforma continentale ha riconosciuto in tutto 310000 km² di fondale intorno Okinotorishima, dando al Giappone la possibilità di accedere alle risorse dei fondali marini delle aree vicine. Secondo la Commissione, l'espansione approvata equivale a circa l'82% della superficie totale del Giappone. La Cina e la Corea del Sud hanno espresso perplessità sulla concessione di tale espansione, poiché ritengono non classificabile come isola l'atollo di Okinotorishima, e contestano il diritto del Giappone ad avere una zona economica esclusiva di quell'area. D'altro canto, lo stato nipponico ha l'8-a zona esclusiva più grande del mondo con una superficie di 4470000 km².

### Punti estremi

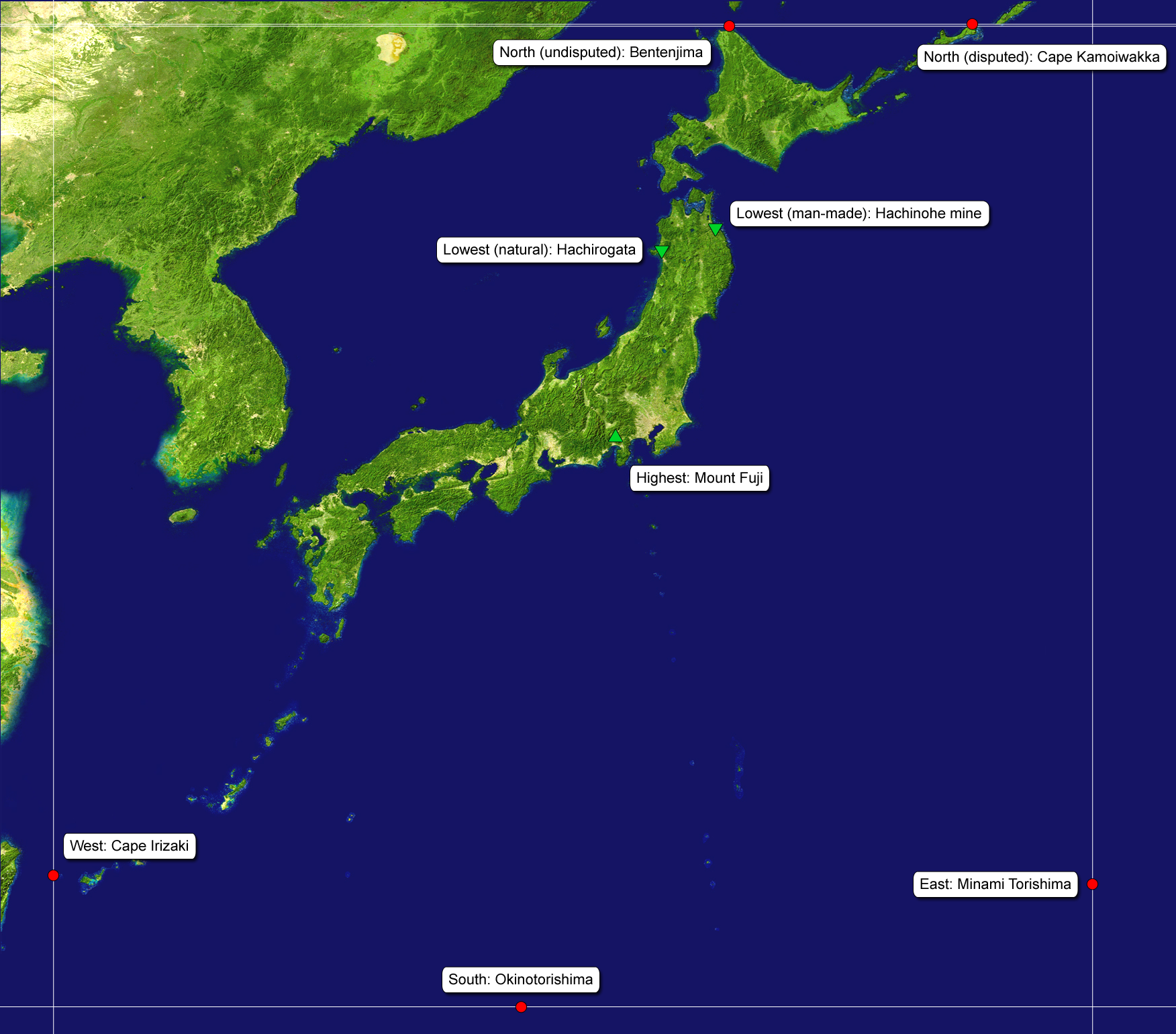
I punti estremi del Giappone

Considerando gli attuali confini politici, i punti estremi del Giappone sono:
Giappone
- a settentrione: Benten-jima, Wakkanai, Hokkaidō, una piccola isola deserta a nord di Capo Sōya - 45°31'35″N, 141°55'09″E

se si tiene conto dei territori attualmente in disputa tra Giappone e Russia: Capo Kamuiwakka (o Capo Koritsky) a nord di Iturup, nelle isole Curili - 45°33'N, 148°45'E
- a meridione: atollo di Okinotorishima - 20°25'N, 136°04'E
- a occidente: Yonaguni, una delle isole Yaeyama - 24°27′N, 122°59′E
- a oriente: Minami Torishima, un atollo corallino a nord dell'Oceano Pacifico - 24°18′N, 153°58′E

Giappone (solo isole principali)
- a settentrione: Capo Sōya, Wakkanai, Hokkaidō - 45°31'N, 141°56'E
- a meridione: Capo Sata nella penisola di Osumi, Minamiōsumi, Kagoshima - 30°59'N, 130°39'E
- a occidente: Kōsakibana, Sasebo, Nagasaki - 33°13'N, 129°33'E
- a oriente: Capo Nosappu, Nemuro, Hokkaidō - 43°22'N, 145°49′E

Altezze estreme
- punto più basso: Hachirōgata (−5 m)
- punto più alto: Fuji (3776 m)

### Orografia

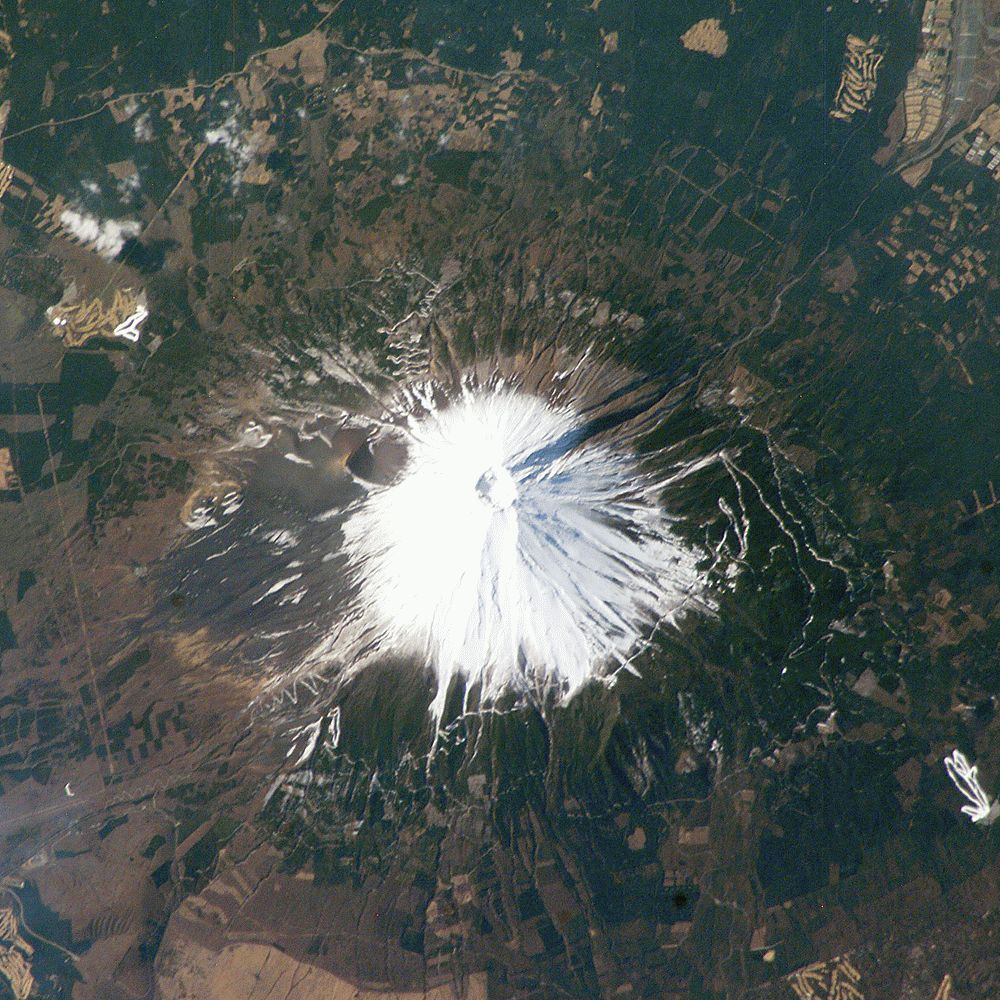
Il Fuji visto dal satellite

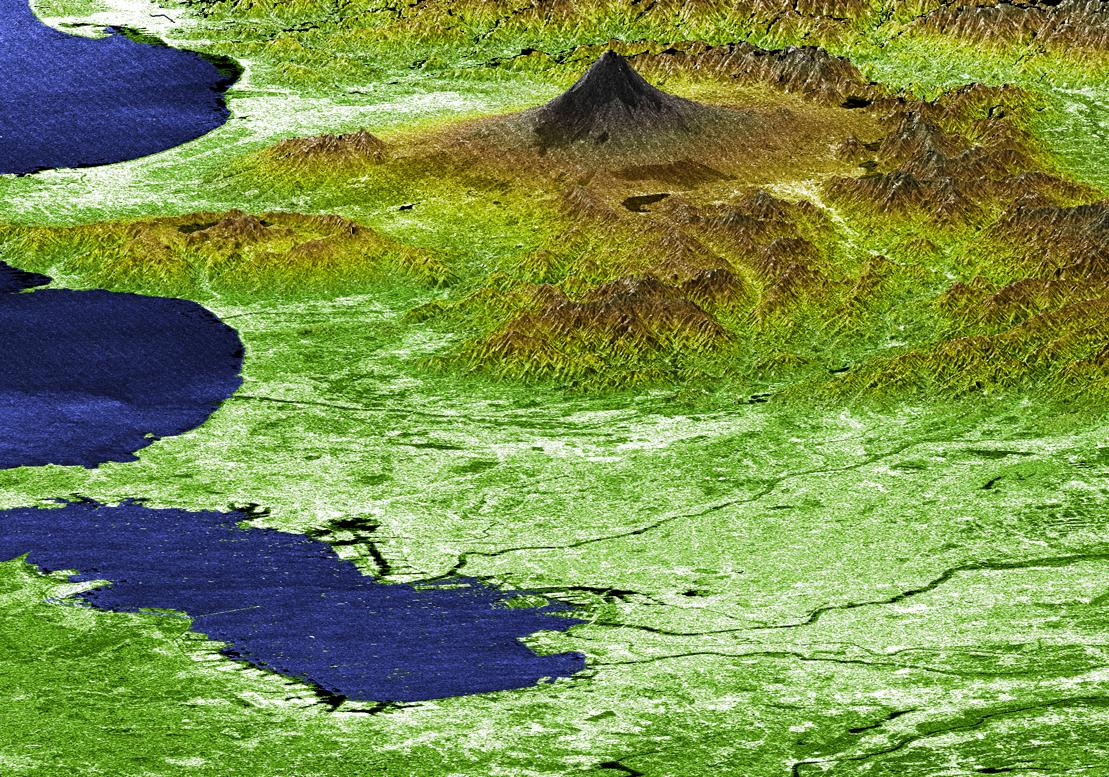
Carta topografica del Monte Fuji

Il territorio, molto irregolare, è caratterizzato dal succedersi di alte montagne e vallate profonde, con pianure alluvionali di limitata estensione poste sui fondivalle e presso gli sbocchi costieri dei fiumi; la più grande di queste, la pianura del Kantō, sulla quale sorge Tokyo, raggiunge appena i 15000 km². A causa di questa frammentazione delle aree pianeggianti, il terreno coltivabile è pari solo a circa il 15% della superficie totale del Paese. Altre zone pianeggianti estese, situate perlopiù intorno ai corsi inferiori dei principali fiumi e lungo la costa, si trovano nello Hokkaidō: lungo il corso del fiume Ishikari nella parte occidentale dell'isola, lungo il fiume Tokachi a sud-est e intorno alle città di Nemuro e Kushiro sulla costa centrorientale. Nello Honshū vi sono diverse zone pianeggianti; le maggiori sono la pianura di Osaka, all'interno della zona del Kansai, dove sorgono le città di Kōbe, Kyoto e Osaka e quella di Nōbi, dove la principale città è Nagoya. Nel Kyūshū la pianura più estesa è quella di Tsukushi.
La caratteristica dominante del territorio giapponese è dunque rappresentata dalla massiccia presenza di rilievi, i quali occupano il 75% della totalità del paese. Una lunga catena di montagne scorre nel mezzo dell'arcipelago, dividendolo in due metà, una che si affaccia sull'Oceano Pacifico e un'altra sul Mar del Giappone. Sul lato del Pacifico si trovano montagne ripide che vanno da 1 500 a 3 000 metri di altezza, con profonde vallate e gole.
Honshū è attraversata da nord a sud da diverse catene montuose accidentate, con numerose diramazioni. A nord dell'isola le più alte cime sono costituite in maggior numero da coni vulcanici (tra i quali spicca il monte Chōkai, di 2230 m); a sud si elevano il monte Iide (2105 m) e il vulcano Bandai (1819 m); al centro della catena assiale di Honshū campeggia il vulcano attivo di Asama (2542 m) e il Fuji, che con i suoi 3776 m di altezza rappresenta la montagna più alta del Giappone, vulcano in fase di quiescenza dal 1708.

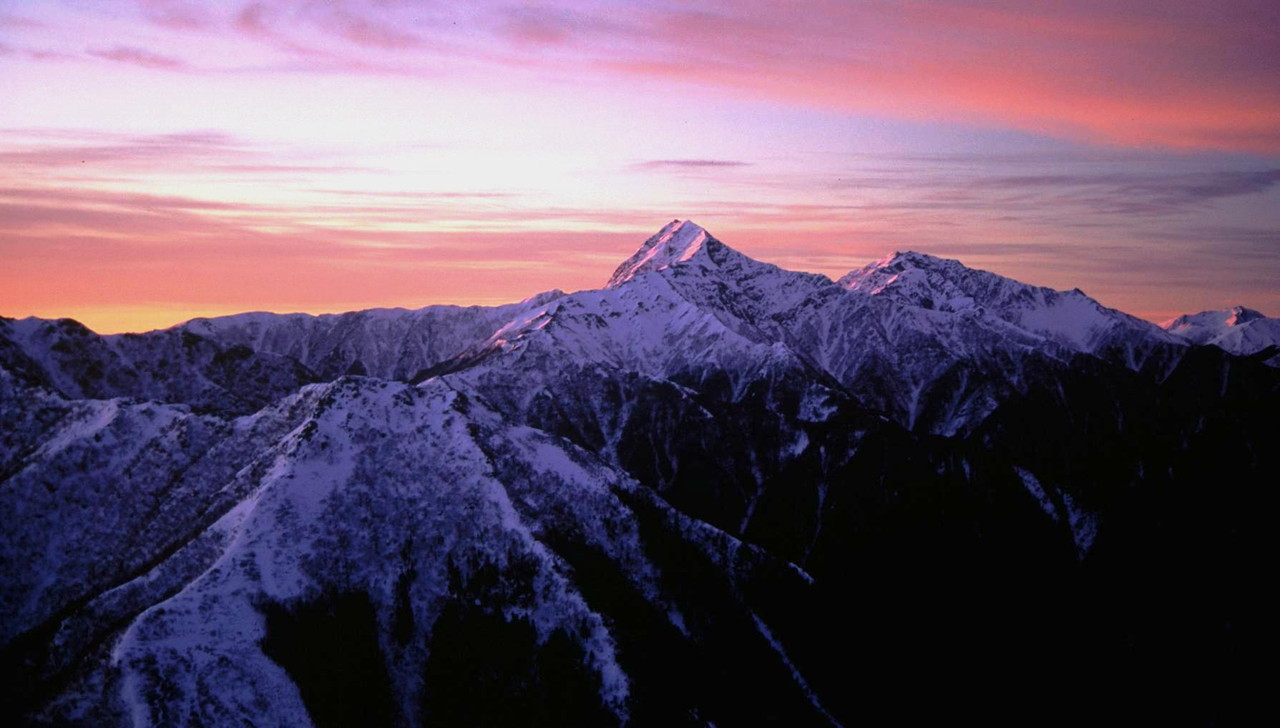
Il monte Kita, la seconda vetta giapponese

Nella zona centrale si alzano tre catene montuose – i monti Hida, Kiso e Akaishi – che insieme formano le Alpi giapponesi, con cime spesso superiori ai 3 000 metri. La vetta più alta di questa catena è il monte Kita (3193 m), facente parte dei monti Akaishi, seguita dalle cime di Hotakadake (3190 m), Yari (3180 m), e alcuni vulcani, quali Ontake (3063 m), Norikura (3026 m) e Yake (2458 m), tutti facenti parte della catena dei monti Hida, che si allunga per circa 150 km tra il Mar del Giappone a nord e il fiume Kiso a sud; il monte Kisokoma (2956 m) rappresenta invece la cima più alta dei monti Kiso.
Formazioni montuose con cime significanti si elevano anche nello Hokkaidō (dove la cima più alta è il monte Asahi di 2290 m), Shikoku (il monte Ishizuchi con 1982 m è il più alto della zona), che però non presenta catene vulcaniche, e Kyūshū, dove i rilievi sono di altezza inferiore; tra questi vanno citati il monte Kujū (1778 m), il monte Aso (1592 m) e il Sakurajima (1117 m).

### Attività sismica
A testimonianza dell'intenso vulcanismo che, insieme alla forte instabilità sismica, ha caratterizzato la formazione geologica del Paese, sul territorio giapponese sorgono ancora circa 200 vulcani (pari al 26% di tutte le montagne del Giappone) dei quali 108 sono tuttora attivi (pari al 10% su scala globale), mentre numerosissime sono le sorgenti termali. La presenza dei vulcani attivi e la frequenza di terremoti fanno del Giappone una delle regioni più instabili del pianeta, a causa anche della sua collocazione lungo una delle principali linee sismiche, quella che dalle isole Aleutine, a nord, arriva fino alle isole della Sonda, a sud.
La ricerca geologica ha evidenziato un abbassamento della costa giapponese occidentale e un innalzamento della costa sul Pacifico. La costa orientale è colpita da terremoti che interessano una zona molto estesa, solitamente accompagnati da forti maree e maremoti, talvolta con onde anomale di eccezionale altezza, dette tsunami (come quella che nel 1995 ha colpito, spianandole, le coste dell'isola di Okushiri). Questi sismi sono legati agli assestamenti della crosta terrestre in prossimità della massa continentale asiatica, dove si ha un fenomeno di subduzione, ossia di sprofondamento del fondo oceanico (e difatti in vicinanza delle isole giapponesi si trovano alcuni dei più profondi abissi oceanici, come la fossa delle Marianne, 11032 m), con parallelo sollevamento del bordo continentale, dal quale sarebbe sorto l'arcipelago con le sue montagne e i suoi vulcani.
L'instabilità che caratterizza le isole del Giappone del resto si verifica tutt'intorno all'oceano Pacifico, per cui si parla di cintura di fuoco, di cui l'arcipelago sarebbe una delle sezioni più attive.
Il terremoto più disastroso che si ricordi nella storia giapponese si verificò nel 1923: con epicentro nella baia di Sagami, danneggiò gravemente Tokyo e Yokohama, provocando la morte di circa 140 000 persone. Il grande terremoto dell'Hanshin del 1995, la cui intensità ha raggiunto il settimo grado della scala Richter, ha colpito la città portuale di Kōbe, facendo perire circa 5 000 persone. Un altro grande terremoto è stato quello dell'11 marzo 2011, che ha raggiunto il grado 9.0 di magnitudo, causando conseguentemente uno tsunami. Questo è stato il terremoto con magnitudo maggiore mai registrato del Paese. L'epicentro ebbe luogo non distante dalla città di Sendai ed ebbe effetti disastrosi.

### Idrografia

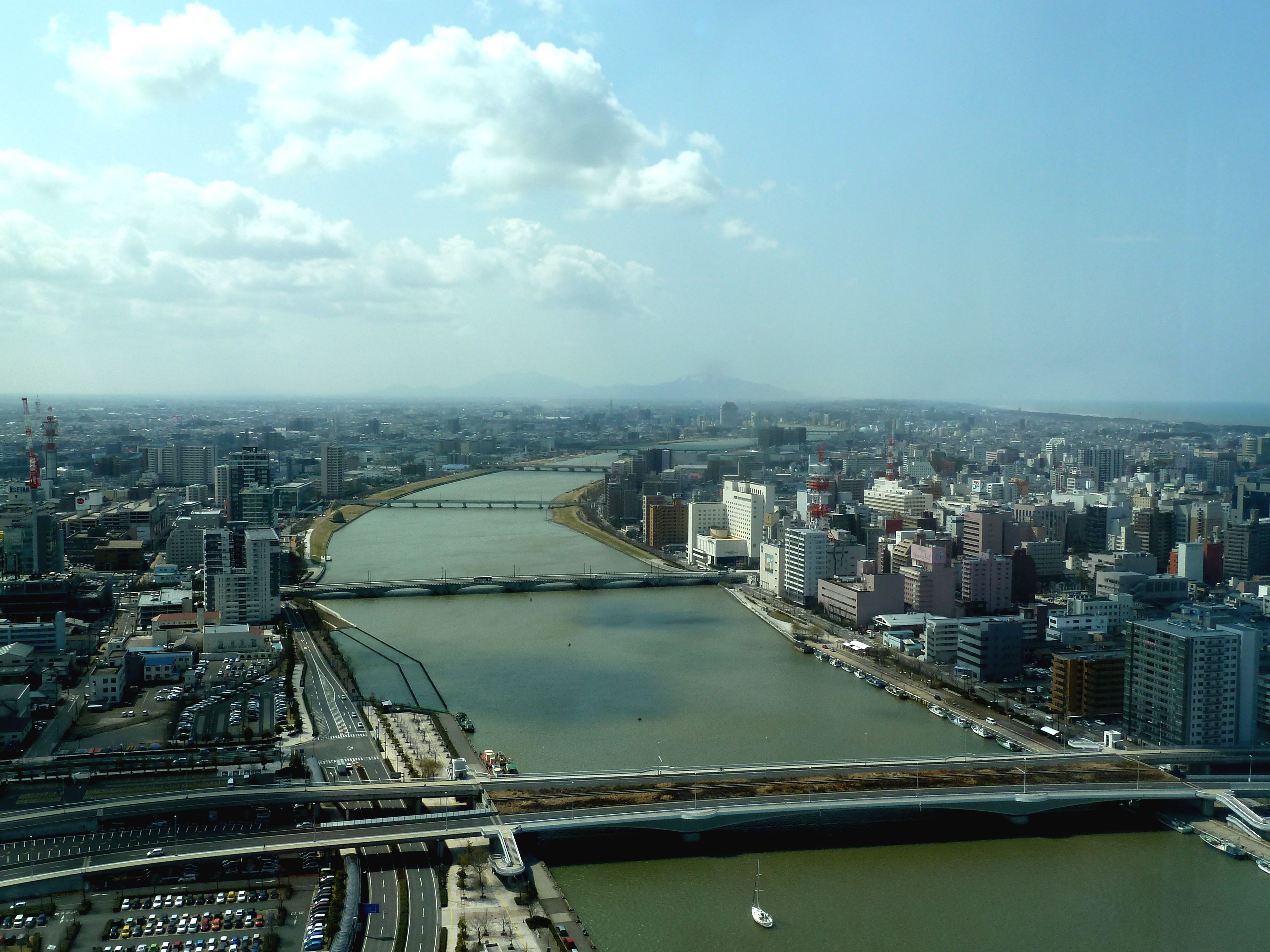
Vista aerea del fiume Shinano

Data la particolare conformazione stretta e allungata delle isole giapponesi non possono esistere grandi bacini idrografici e i fiumi, che disvolgono il loro corso dallo spartiacque alla costa, sono generalmente brevi. A causa di ciò, l'energia idroelettrica derivata garantisce solo il 12% del fabbisogno energetico del Paese.
Il fiume più lungo è lo Shinano, nello Honshū, un corso di circa 370 km; sull'isola altri fiumi importanti sono il Tone, che possiede il bacino più grande (15.763 km²), il Kitakami, che come il Tone sfocia nel Pacifico, il Tenryū e il Mogami. Tra i principali fiumi di Hokkaidō vi sono l'Ishikari, secondo fiume giapponese per estensione del bacino, oltre al Teshio e al Tokachi. Lo Yoshino è il maggiore fiume dello Shikoku.

#### Laghi
Numerosi sono i laghi, alcuni formati da sbarramenti delle valli fluviali e quasi tutti di origine vulcanica, ma solo il lago Biwa, nello Honshū, possiede una superficie apprezzabile, 689 km².

## Clima

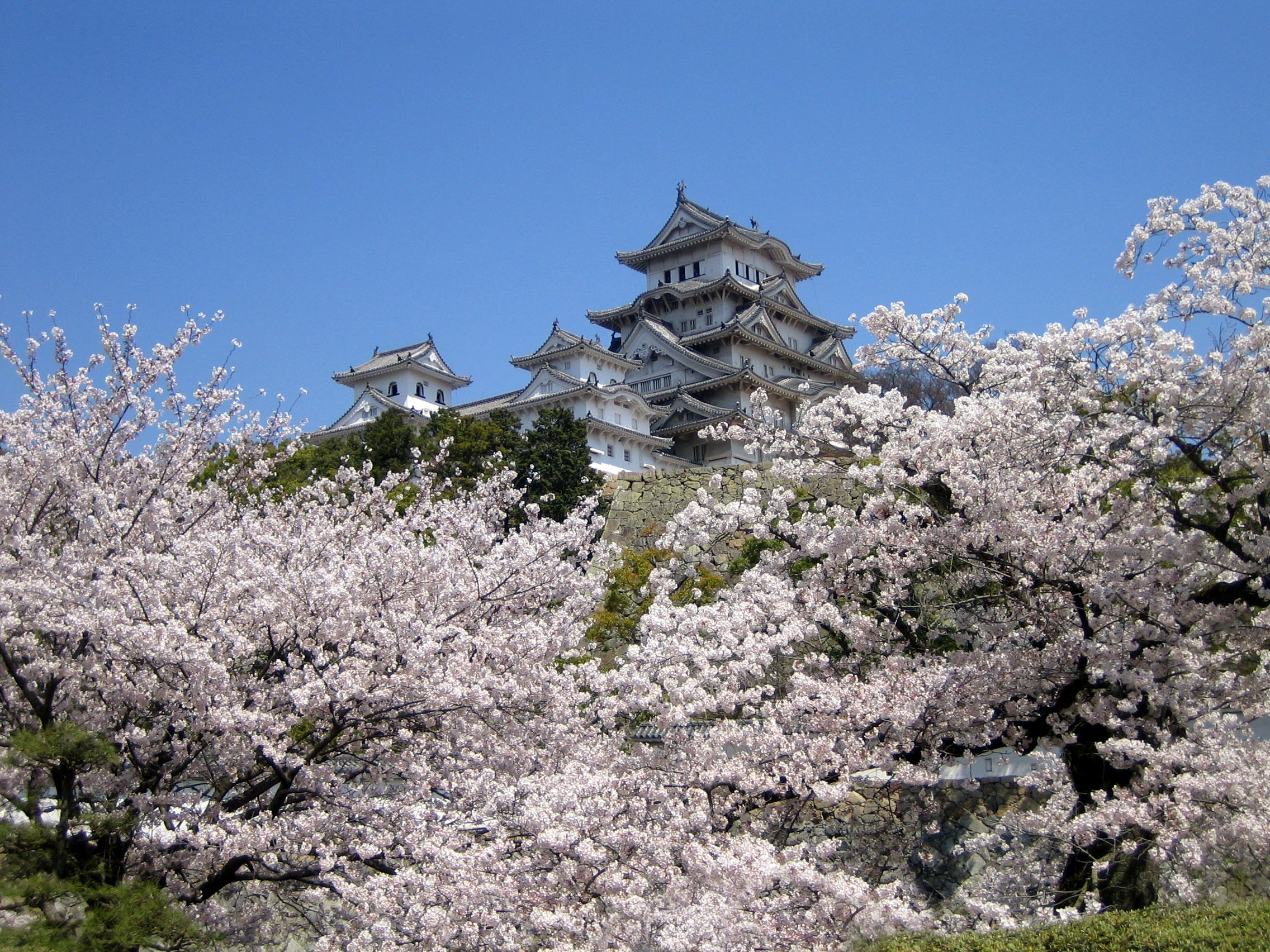
Fioritura dei ciliegi presso il castello di Himeji nella prefettura di Hyōgo in aprile

In virtù del notevole sviluppo in latitudine del Paese, le isole giapponesi presentano condizioni climatiche molto varie.
La temperatura media varia tra i 5 °C di Nemuro (Hokkaidō) e i 16 °C di Okinawa, con una temperatura media di 25 °C. La più alta temperatura mai misurata, invece è di 41 °C, fatta registrare il 12 agosto 2013 nella prefettura di Kōchi, con un aumento della temperatura di 1,2 °C rispetto alla media usuale, il quale ha provocato nella stessa estate dagli 87 ai 338 decessi, soprattutto tra le persone anziane.

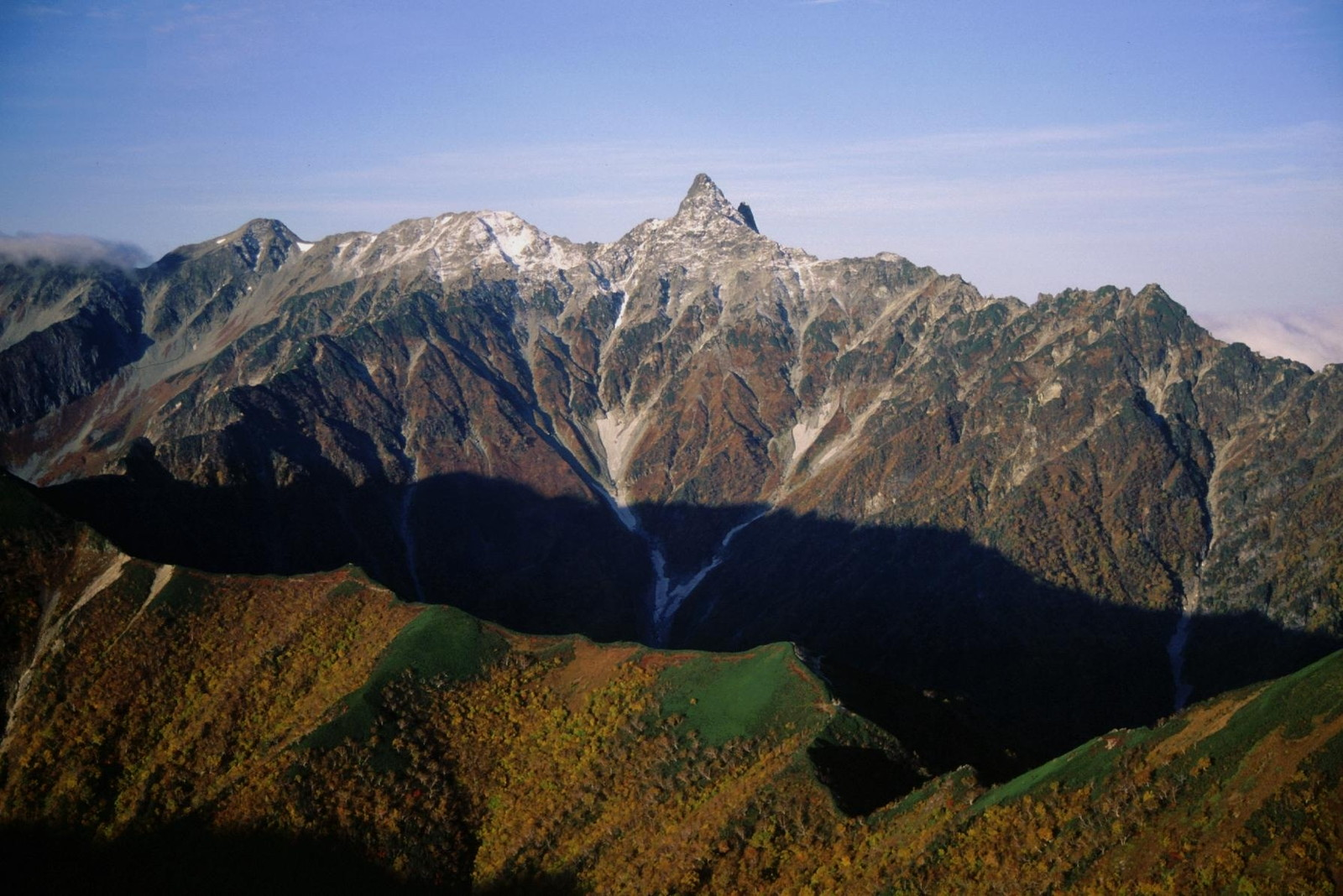
La vegetazione rossastra del monte Yari, nella prefettura di Nagano, in autunno

Estati brevi e miti e inverni lunghi e rigidi caratterizzano l'isola di Hokkaidō e la parte settentrionale del Honshū; gli inverni rigidi si devono in gran parte ai venti di nord-ovest provenienti dalla Siberia e alla corrente marina fredda, detta Oyashio, che scende da nord e lambendo le coste di Hokkaidō e quelle settentrionali di Honshū accentua in queste regioni i rigori dell'inverno, ricoprendole di neve per quasi tre mesi all'anno. Nel sud e nell'est del Honshū le temperature invernali sono notevolmente miti grazie all'influenza della corrente calda detta Kuroshio (o Corrente del Giappone), che sale da sud e lambisce le coste meridionali di Honshū e delle altre due isole, mitigando il clima invernale.
Fondamentalmente è possibile dividere l'arcipelago in sei distinte zone:
- Hokkaidō - situata all'estremo nord della regione, ha inverni rigidi ed estati fresche con clima prevalentemente montano. Le precipitazioni sono normali, tranne in inverno in cui le isole vengono solitamente sepolte dalla neve.
- Mar del Giappone - ad ovest, in inverno vi sono forti nevicate causate dai venti che in estate espongono a brezze fresche la regione. In ogni caso le temperature possono raggiungere a volte picchi elevati (tipico delle regioni toccate dal Föhn).[38]
- Isola centrale - clima tipico delle parti più interne delle isole, con forti sbalzi di temperatura dall'estate all'inverno e dal giorno alla notte. Poche precipitazioni.
- Seto Naikai - la zona marina tra Honshū, Shikoku e Kyūshū viene riparata dai monti Chūgoku e Shikoku dai venti caratterizzando l'area con un clima particolarmente mite durante tutto l'anno.
- Oceano Pacifico - la costa est in cui gli inverni sono rigidi con poche precipitazioni ed estati calde e afose.
- Isole a sud ovest - zona caratterizzata da un clima subtropicale con inverni caldi e estati torride. Le precipitazioni sono abbondanti e sovente si abbattono tifoni.

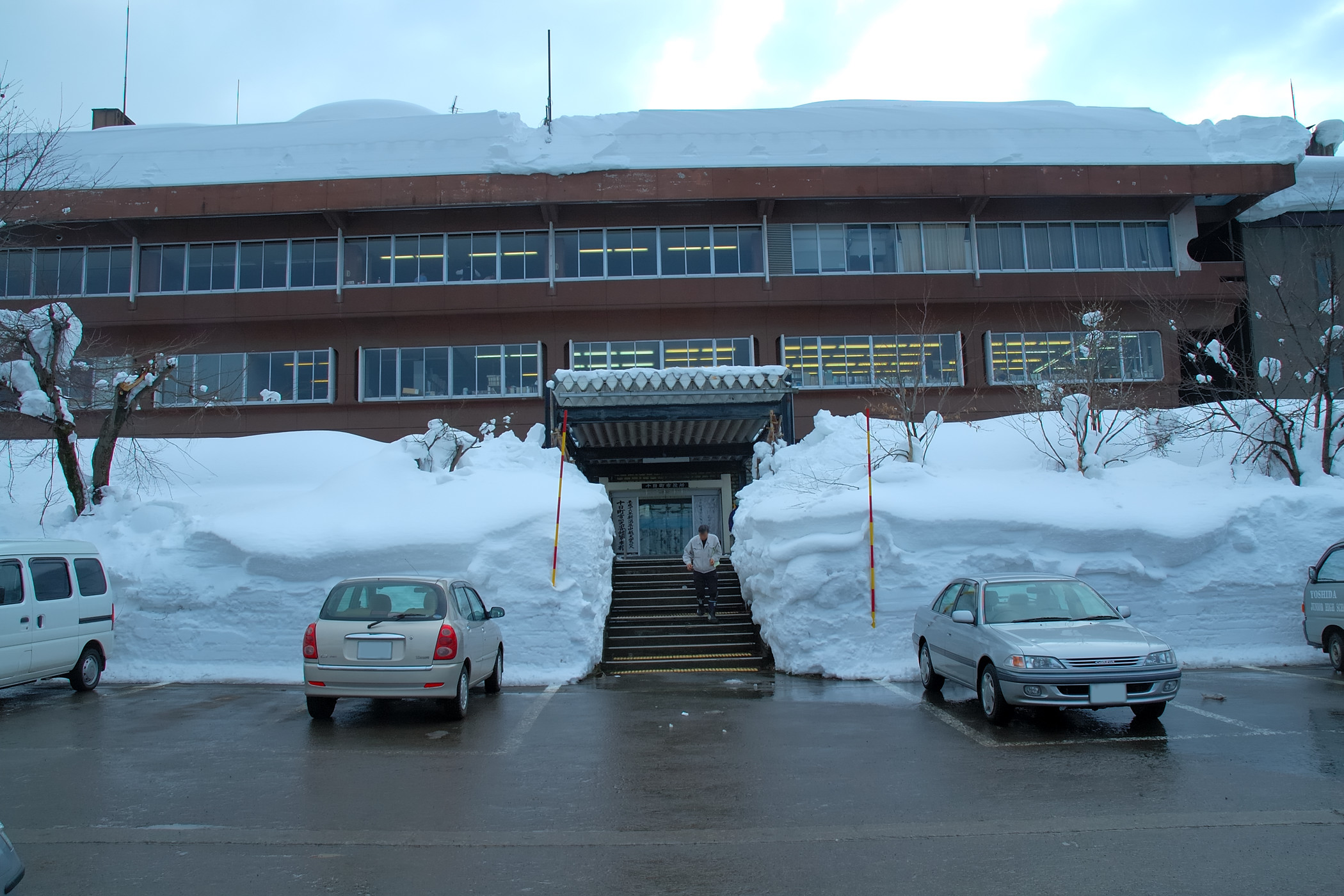
D'inverno il Giappone è generalmente nevoso. Nella foto uno scorcio di Tōkamachi.

Durante gennaio e febbraio il clima è generalmente soleggiato e secco, ad eccezione del nord del Giappone e lungo il Mar del Giappone in cui sono frequenti le nevicate. A marzo, le prime fioriture dei susini e dei ciliegi sono i segnali dell'inizio della primavera, la quale ad aprile rende il clima piacevole e mite. A maggio la vegetazione diventa lussureggiante e le temperature sono ancora confortevoli; a Hokkaidō, l'arrivo della primavera è ritardato di circa un mese rispetto a Tokyo, mentre nell'altra estremità del Paese, a Okinawa, inizia la stagione delle piogge (梅雨?, tsuyu) che generalmente dura fino a metà giugno. A giugno la stagione delle piogge inizia in tutto il resto del Paese, tranne Hokkaidō; anche se non piove tutti i giorni, il tempo tende ad essere nuvoloso e tetro. La durata e l'intensità della stagione delle piogge può cambiare completamente di anno in anno. Quest'ultima si conclude solitamente a luglio, portando caldo e afa nella maggior parte del Giappone. La stagione dei tifoni raggiunge il suo picco nel mese di agosto e settembre: i tifoni di solito colpiscono le coste di Okinawa, Kyūshū e Shikoku e causano forti piogge in quasi tutto il Giappone per circa due giorni. Ad ottobre il clima è ancora caldo, ma si abbassa tuttavia il grado di umidità, tornando secco e mite nel mese di novembre e dicembre.

## Ambiente

### Politica ambientale e inquinamento
La politica ambientale in Giappone riflette la necessità di coniugare ad uno sviluppo economico e tecnologico sempre più all'avanguardia una particolare attenzione nei confronti della natura e dell'ambiente. Come primo importatore al mondo di entrambe le risorse naturali non rinnovabili e rinnovabili e uno dei più grandi consumatori di combustibili fossili (l'80% dell'energia è acquistata dall'estero, sotto forma di gas dall'Indonesia e soprattutto petrolio dai Paesi arabi), il governo giapponese si assume la responsabilità internazionale di conservare e proteggere l'ambiente.
Nel 2009, in seguito all'ondata di rinnovamento in seno all'entourage politico giapponese, con l'elezione dell'allora leader del partito democratico Yukio Hatoyama, la politica giapponese in materia di tutela dell'ambiente risultava essere oggetto di riforme significative, ambiziose, e di ardua realizzazione: la riduzione del 25% delle emissioni entro il 2020 rispetto ai livelli del 1990.

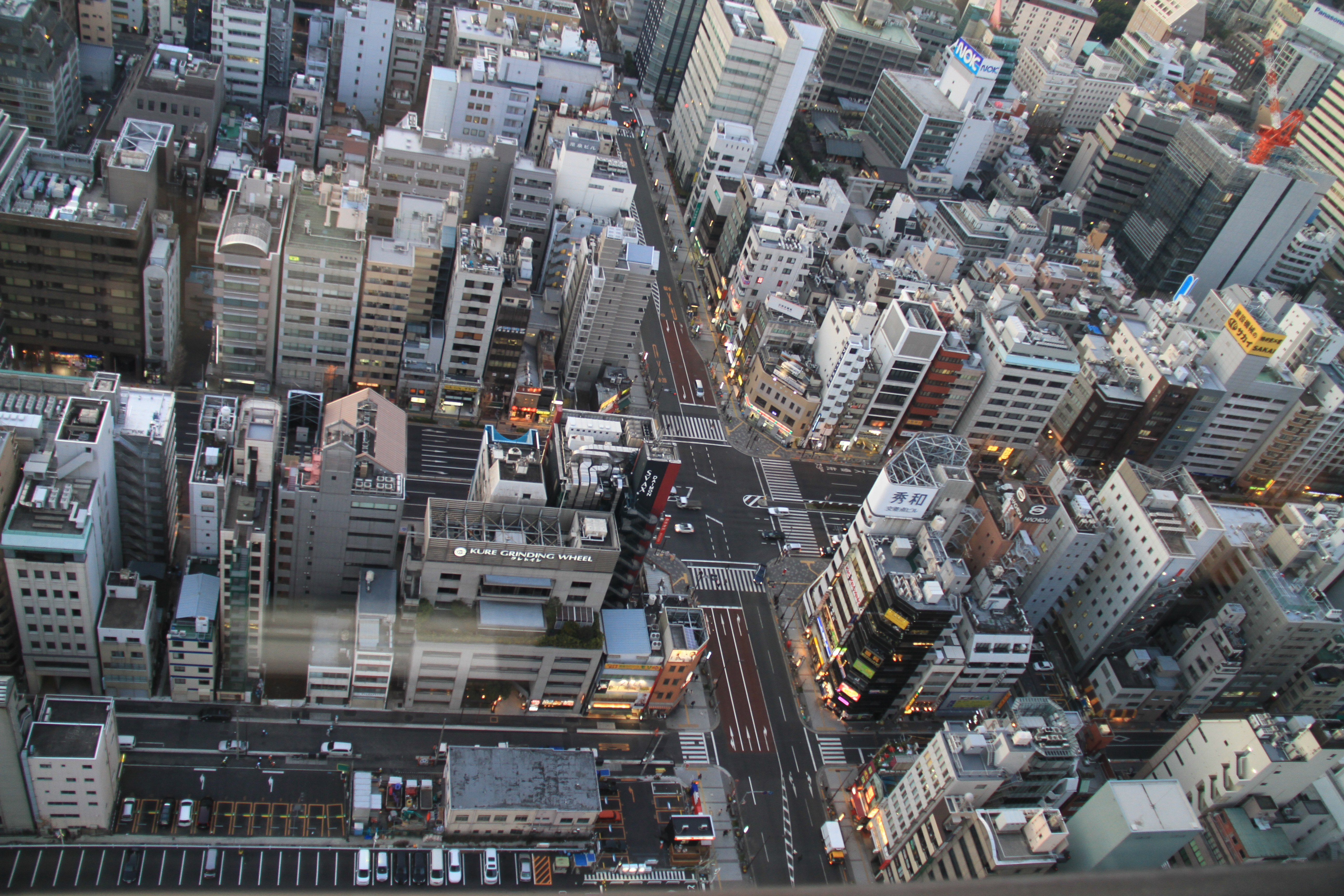
Una zona densamente popolata di Hamamatsuchō, Tokyo.

Il Giappone dispone di fonti energetiche naturali limitate, ma ciò nonostante sostiene un settore industriale in rapida espansione, oltre a una popolazione numerosa con un tenore di vita fra i più alti del mondo, avvalendosi di centrali nucleari, da cui traeva circa il 40% dell'energia, questo prima del disastro di Fukushima Dai-ichi che ha costretto il Paese nipponico a rivedere i suoi programmi di sviluppo nucleare.
L'inquinamento ambientale in Giappone ha accompagnato l'industrializzazione del Paese fin dal periodo Meiji. Uno dei primi casi fu l'avvelenamento da rame causato dal drenaggio della miniera di rame di Ashio nella prefettura di Tochigi, iniziato già nel 1878. Alluvioni e straripamenti ripetuti si verificarono nel bacino del fiume Watarase, e 1.600 ettari di terreni agricoli e urbani dei villaggi delle prefetture di Tochigi e Gunma furono danneggiate sia dall'alluvione, sia dall'acqua contaminata che conteneva eccessiva quantità di composti inorganici del rame derivati dalla miniera di Ashio.
Il Giappone inoltre soffre dei problemi ambientali tipici dei Paesi industrializzati. Produce forti quantitativi di emissioni di gas nell'atmosfera, che, accumulandosi, contribuiscono all'effetto serra. L'inquinamento atmosferico è aggravato dall'elevata concentrazione delle aree urbane, dove vive l'80% della popolazione. Le città di Tokyo e Osaka, attorno alle quali si estende una grande conurbazione, sono particolarmente colpite da inquinamento acustico e atmosferico (da Tokyo il monte Fuji è visibile solamente 78 giorni l'anno a causa dello smog). Le emissioni di anidride solforosa si sono significativamente ridotte in conseguenza delle normative ambientali, ma gli ossidi di azoto, che contribuiscono alle piogge acide e creano danni alla salute, costituiscono ancora un problema. La qualità dell'acqua è migliorata costantemente a partire dal 1970, anche se molte riserve idriche superano ancora i limiti relativi alle sostanze organiche. L'aumento dei rifiuti domestici negli anni ottanta è stato fra i più alti al mondo e il Giappone si trova a fronteggiare una grave carenza di luoghi da adibire a discariche.
Il Giappone, infine, è uno dei leader mondiali nello sviluppo di nuove tecnologie rispettose dell'ambiente, ed è al 20º posto al mondo secondo l'Indice di sostenibilità ambientale 2010. In quanto firmatario del Protocollo di Kyoto, il Paese nipponico ha l'obbligo di ridurre le proprie emissioni di anidride carbonica e di adottare altre misure per contrastare il cambiamento climatico.

### Aree protette
Aree protette e speciali riserve di caccia erano già presenti da lungo tempo, ben prima dell'era moderna. Le foreste coprono oggi circa il 70% del Paese, anche se si tratta spesso di piantagioni commerciali. Malgrado le sue considerevoli riserve, il Giappone è fra i maggiori importatori di legname, proveniente soprattutto dal Borneo.
Al 31 marzo 2008 in Giappone si contavano 29 parchi nazionali e 56 parchi seminazionali. L'area dei primi copre 20.869 km² (il 5,5% della superficie nazionale), mentre i secondi coprono 13.614 km² (il 3,6% del totale). Inoltre i 309 parchi prefetturali si sviluppano su un'area di 19.608 km² (il 5,2% del totale). Un'ampia serie di riserve faunistiche e di santuari speciali si estendono per oltre l'8% del territorio. Sono inoltre stati istituiti almeno 28 parchi marini.
La Legge per la conservazione della natura del 1972 prevede che tutti i sistemi naturali siano inventariati ogni cinque anni, un mandato che il governo ha rispettato con l'ausilio di volontari e di organizzazioni non governative. La frequenza di visite da parte dei cittadini ai parchi nazionali è fra le più alte del mondo e fin dagli anni ottanta si è imposto un forte movimento ambientalista.
Tra le principali aree protette vi sono il parco nazionale dei Monti Daisetsu, sull'isola di Hokkaidō, il Joshin-Etsu-Kogen (1949) e il Bandai-Asahi (1950), entrambi sull'isola di Honshū. In Giappone inoltre vi sono 16 siti riconosciuti patrimoni mondiali dall'UNESCO, tra i quali le Isole Ogasawara, la penisola di Shiretoko, Shirakami-Sanchi, e l'Isola Yakushima. Nel 1980 il governo ha dichiarato 4 riserve della biosfera nell'ambito del programma MAB (Man and the Biosphere, l'uomo e la biosfera) dell'UNESCO.
Il Giappone ha ratificato la Convenzione di Ramsar sulla salvaguardia delle zone umide (cui non hanno aderito molti Paesi dell'area asiatica), i Trattati per il legname tropicale del 1983 e del 1994 e il Trattato Antartico. Fra gli altri accordi ambientali internazionali vi sono quelli relativi alla biodiversità, al cambiamento del clima, alle specie in via d'estinzione, alle modificazioni dell'ambiente, allo smaltimento dei rifiuti pericolosi, allo scarico dei rifiuti in mare, all'abolizione dei test nucleari, alla protezione dell'ozono sfera e all'inquinamento navale.

### Flora e fauna

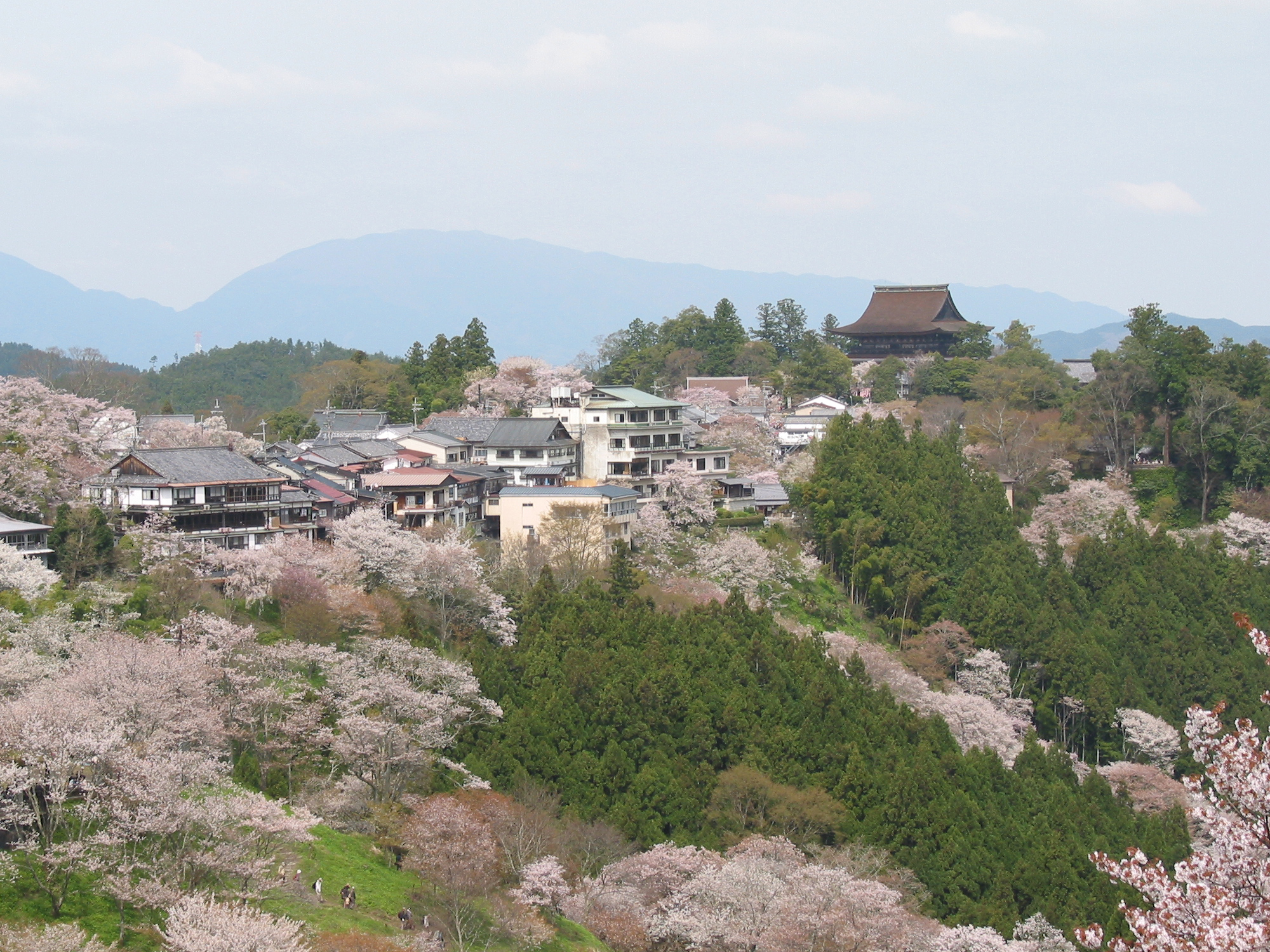
Fiore di ciliegio a Yoshinoyama

Grazie alla temperatura calda e umida dell'estate, il Giappone ha una flora varia e rigogliosa che conta più di 4000 specie di piante. Fra le piante fiorite va menzionato innanzitutto il ciliegio, che fiorisce a inizio primavera: è il fiore nazionale e costituisce un motivo ricorrente nell'arte e nella cultura giapponese, nonché simbolo di vita, delicatezza e purezza. In aprile, le colline si ricoprono invece dei colori delle camelie e delle azalee e, all'inizio di maggio, delle peonie, uno dei fiori più coltivati. Il loto è in fiore in agosto, mentre in novembre uno dei più famosi festival floreali giapponesi celebra il crisantemo, fiore che rappresenta l'emblema della famiglia imperiale. Tra gli altri fiori si ricordano l'anagallide, la campanula, il gladiolo e diverse varietà di gigli.
Tra gli alberi predominano le conifere; diffuso è il cedro giapponese, detto sugi, che può raggiungere e superare i 40 m d'altezza, il larice e diverse varietà di abete. Nel Kyūshū, nello Shikoku e nel Honshū meridionale si trovano alberi come il bambù (utilizzato in cucina e nell'edilizia), l'albero della canfora e il fico d'india; la pianta del tè e della cera vegetale sono coltivate nella zona centrale di Honshū e in tutta l'area meridionale del Paese. Nel Honshū centrale e settentrionale crescono alberi tipici della zona temperata, come il faggio, il salice, il castagno, oltre a diverse conifere; vi è diffusa inoltre una coltura estensiva della pianta della lacca e del gelso; molto comuni sono anche il cipresso, il tasso, l'agrifoglio e il mirto. La vegetazione del Hokkaidō è di tipo subartico, più o meno simile a quella della Siberia meridionale, con una diffusa presenza di abeti e larici; ma nelle zone più temperate si trovano l'ontano, il pioppo e il faggio.
In Giappone è praticata una forma pressoché unica di giardinaggio decorativo, con la riproduzione stilizzata e in scala ridotta di paesaggi naturali. Vengono inoltre coltivati alberi nani, i bonsai, che grazie a un'abile e continua potatura, non superano i 30 cm d'altezza.
La fauna giapponese, ricca e varia, è paleartica ed affine a quella della Siberia e della Cina, con infiltrazioni indocinesi. Annovera tra le sue specie animali tipici delle zone fredde, come la tigre siberiana dell'isola di Sachalin, o l'orso bruno dell'Amur in Hokkaidō e altri di tipo subtropicale come i macaco dalla faccia rossa, rappresentate dalla famiglia dei cercopitecidi, che popolano le isole di Honshū e Shikoku. L'isolamento del Paese ha consentito lo sviluppo di varie specie autoctone, tra cui diverse specie di mammiferi (ad esempio il roditore Apodemus speciosus), molte specie di uccelli e una nutrita varietà di rettili, anfibi (fra cui è particolare la salamandra gigante giapponese, che può raggiungere il metro e mezzo di lunghezza), pesci, e insetti, come le cicale. Altre specie autoctone si sono invece estinte, come il lupo di Hokkaido e il lupo di Honshū.

## Risorse naturali

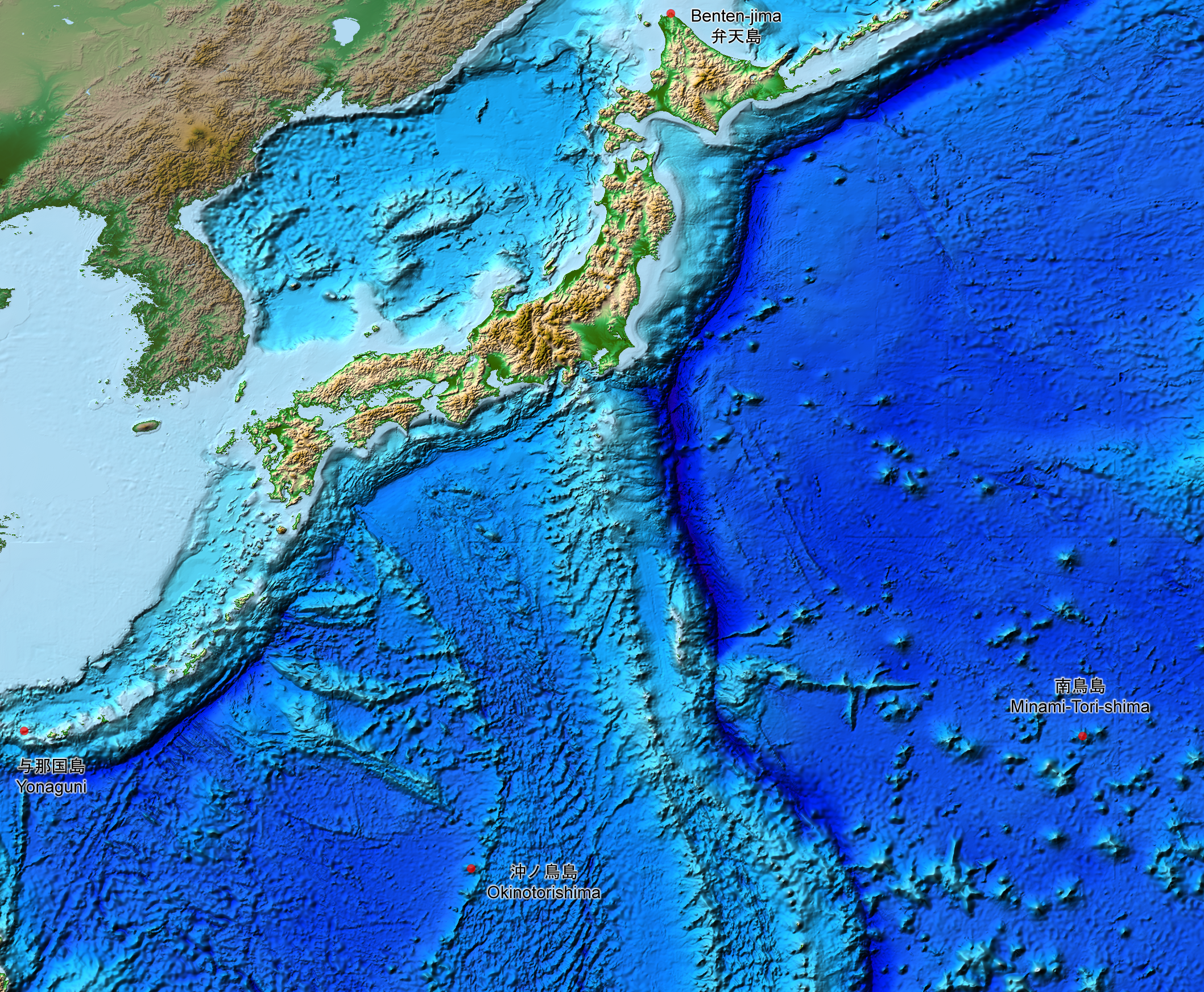
Fondale marino del Giappone

Le risorse naturali del Giappone sono scarse (sulla terraferma), ad eccezione dei prodotti della pesca (pesce, crostacei, balene, ecc.), Oltre ad alcune industrie minerarie e del legname.

### Vita marina
Il Giappone ha una delle più grandi flotte pescherecce al mondo. Rappresenta quasi il 15% delle catture globali di pesce. Nel 2005 il Giappone si è classificato al sesto posto al mondo per tonnellaggio di pesce pescato. Il Giappone ha catturato 4.074.580 tonnellate di pesce nel 2005.

### Fondale marino
Il Giappone ha l'ottava zona economica esclusiva più grande al mondo, con una superficie di 4.479.388 km². 
Il fondale marino è ricco di risorse naturali, come per esempio l'idrato di metano-II, gas naturale, minerali metallici e terre rare. Un esempio di risorse minerali dei fondali marini sono i noduli di manganese; la crosta è ricca di cobalto e di depositi idrotermali sottomarini che si trovano a profondità superiori ai 1000 metri.
Alcuni scienziati giapponesi hanno scoperto l'esistenza di 6,8 milioni di tonnellate di terre rare vicino all'isola Minami Torishima, in grado di coprire il fabbisogno nazionale per oltre 200 anni.
Si stima che ci siano circa 40 trilioni di piedi cubi di Idrato di metano-II nella parte orientale della fossa di Nankai.

## Geografia antropica

### Suddivisioni amministrative
Il Giappone è suddiviso in otto regioni geografiche (Hokkaidō, Tōhoku, Kantō, Chūbu, Kansai, Chūgoku, Shikoku, Kyūshū) e in 47 prefetture, ciascuna controllata da un governatore elettivo, da un'assemblea legislativa e da una burocrazia amministrativa. Ogni prefettura è ulteriormente suddivisa in città, paesi e villaggi. La nazione è attualmente in fase di riorganizzazione amministrativa col principale intento di unire molte delle attuali città, paesi e villaggi gli uni con gli altri. Questo processo consentirà di ridurre il numero di sotto-prefetture e di regioni amministrative permettendo di alleggerire i costi amministrativi.

### Città principali
Le aree urbanizzate si concentrano lungo le coste dove le città sono sorte in corrispondenza delle zone pianeggianti e coltivabili, sviluppandosi poi come centri portuali e industriali. Da Tokyo-Yokohama sino a Osaka si estende un'unica grande conurbazione comprendente diverse città per un totale di oltre 25 milioni di abitanti.
La città più popolata è Tokyo, nonché capitale del Paese nipponico, con i suoi 8.956.000 abitanti, è considerato dalle Nazioni Unite il maggiore agglomerato urbano al mondo. Tokyo possiede una suddivisione amministrativa che prevede 23 quartieri speciali (ku), 26 città (shi), 5 paesi (machi) e 8 villaggi (son o mura).
Altri importanti centri sono Osaka, importante porto e scalo aeroportuale, nonché tra i principali centri finanziari del Paese; Nagoya, centro industriale che si distingue per le porcellane, i tessili e la ceramica; Kyoto, la capitale storica, nota soprattutto per le attività nel campo della produzione di oggetti d'arte, tra cui la tessitura e la stampa della seta; e Kōbe, importante porto, e tra le città più apprezzate dai turisti.

### Popolazione

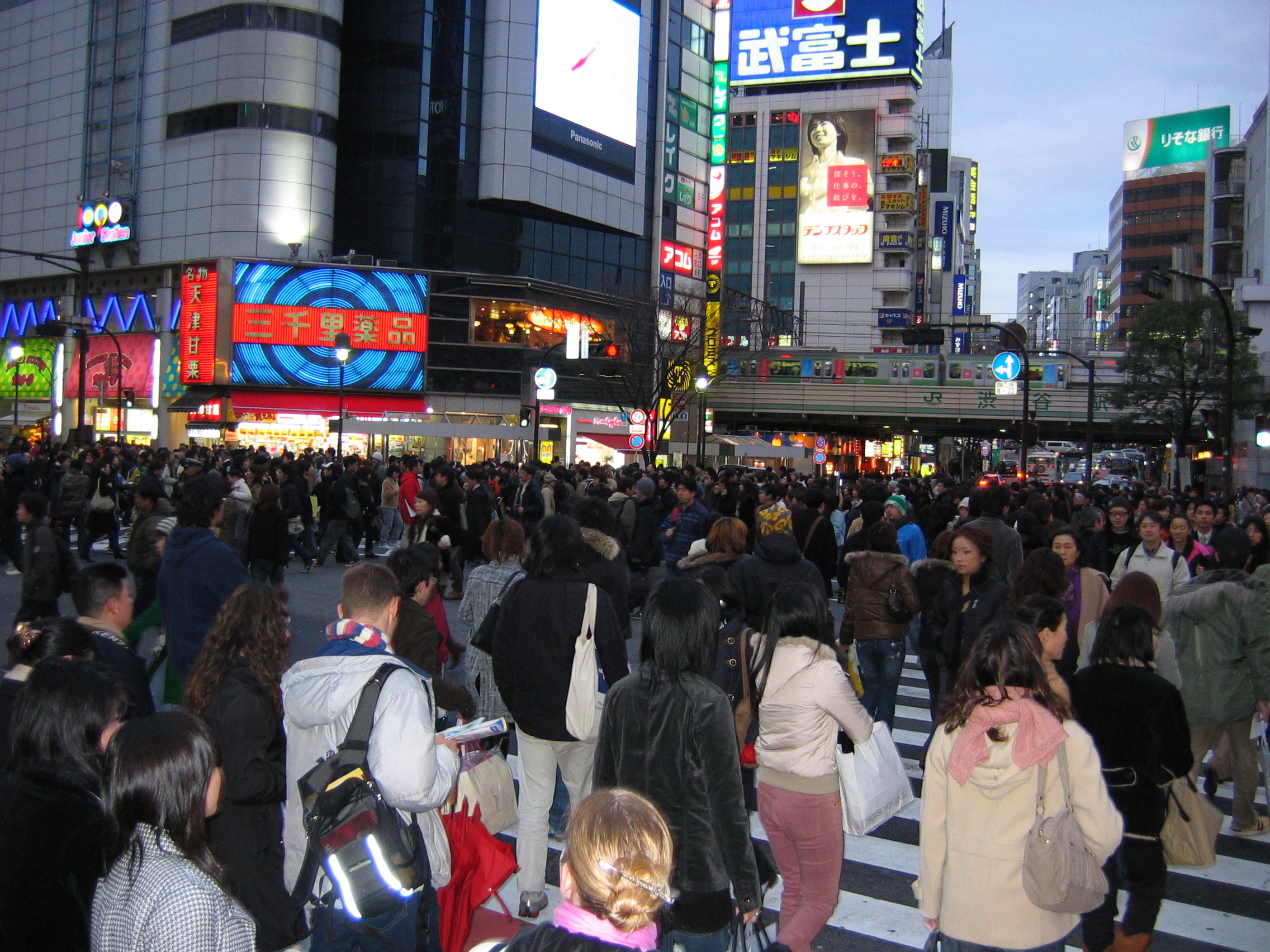
Folla a Tokyo

Il Giappone ha una popolazione di 126.300.000 abitanti (2019). Avendo una superficie di 372.824 km² ha una densità abitativa di circa 343 abitanti/km², di quasi sette volte superiore alla media mondiale.
La società giapponese è linguisticamente e culturalmente omogenea, il 98,5% della popolazione è formato da cittadini di etnia giapponese con un esiguo numero di lavoratori stranieri; Il gruppo etnico nativo dominante è il popolo Yamato; altri gruppi minoritari principali includono gli indigeni Ainu e i Ryukyuani, così come gruppi minoritari sociali quali i burakumin. Nelle isole Ogasawara vivono gruppi di persone di diverse origini etniche e un decimo della popolazione ha origini europee, americane, micronesiane o polinesiane. La popolazione è sostanzialmente etnicamente omogenea (nel 2009, i nati all'estero non naturalizzati costituivano solo l'1,7% della popolazione totale) e gli stessi giapponesi tendono a preservare l'idea del Giappone come una società monoculturale respingendo ogni necessità di riconoscere le differenze etniche in Giappone, benché tali richieste vengano inoltrate dalle stesse minoranze etniche degli Ainu e della gente Ryūkyū.
L'aspettativa di vita in Giappone è una delle più alte al mondo: 83,5 anni. Ne consegue un tasso di mortalità fra i più bassi al mondo (9,54/1000 ab), con un tasso di natalità altrettanto limitato (7,64/1000 ab) i quali determinano una diminuzione effettiva della popolazione e un suo progressivo invecchiamento. Già oggi un giapponese su quattro ha più di 65 anni, e si stima che nel 2050 questo rapporto salirà a un terzo.
La lingua ufficiale è il giapponese (de facto), parlata da più del 99% della popolazione, mentre le religioni più seguite sono lo shintoismo, il buddismo e il cristianesimo.

### Economia

#### Industria e agricoltura

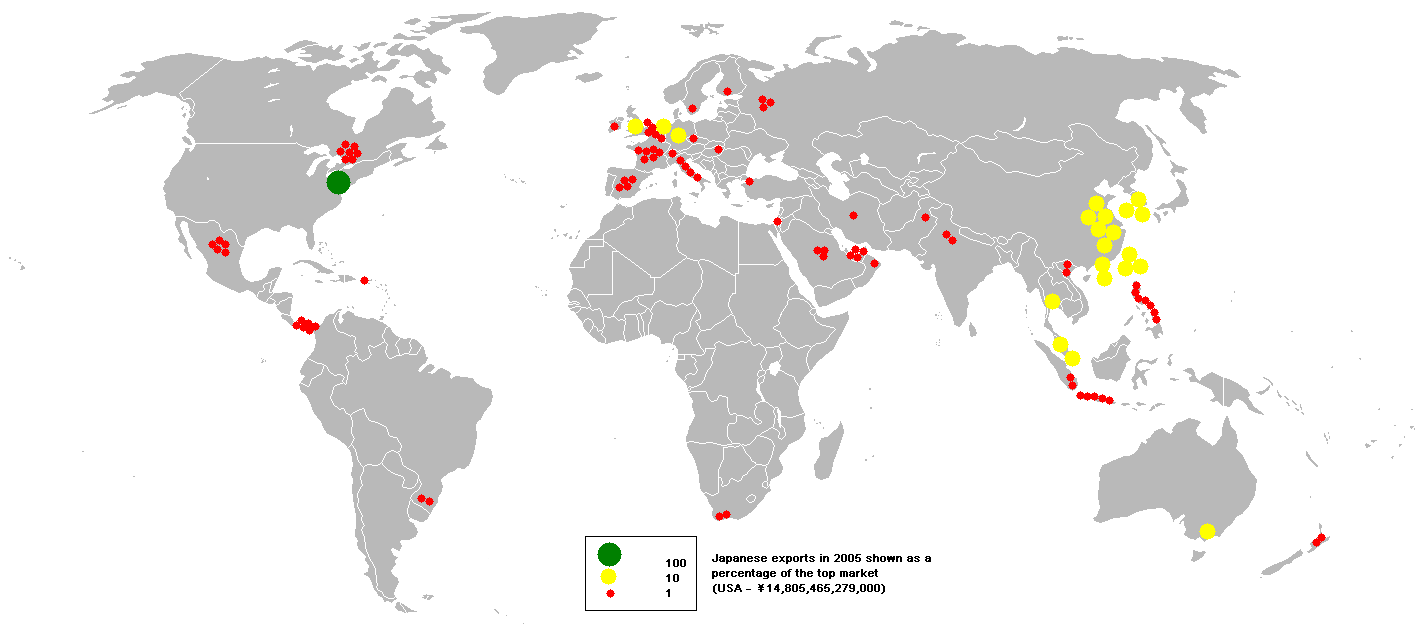
Esportazioni giapponesi riferite all'anno 2005

Dopo la seconda guerra mondiale il Giappone fu protagonista di un “miracolo economico”: il suo prodotto interno lordo crebbe in media del 10% negli anni sessanta, del 5% nei settanta e del 4% negli ottanta. La crescita rallentò fortemente negli anni novanta, con lo scoppio della bolla speculativa e l'emersione di alcune debolezze locali sul mercato interno, in politica, nei settori bancario e finanziario e nei conti pubblici (il debito pubblico giapponese ammonta a ben oltre il 200% del PIL). Il Paese tentò anche di riprendersi leggermente, almeno fino al collasso delle dot com nel 2000. Dopo il 2005 l'economia ha ricominciato a crescere del 2,8%, fino a punte del 5,5% negli anni immediatamente successivi, più degli Stati Uniti e dell'Unione europea.
Oggi il Giappone è la seconda potenza economica dell'Asia e la terza al mondo dopo Stati Uniti e Cina, sia per PIL nominale che a parità di potere d'acquisto. Attualmente è un Paese postindustriale, in cui due terzi del reddito provengono dal terziario (banche, assicurazioni, settore immobiliare, commercio, trasporti, comunicazione, costruzioni, intrattenimento). L'industria è tra le più imponenti ed avanzate al mondo, ed è dominata da due settori chiave, la produzione di automobili e l'elettronica di consumo, seguite dai settori siderurgico, chimico, farmaceutico, della gomma, petrolchimico, cantieristico, motociclistico, microelettronico, videoludico, tessile, alimentare, del legno, dei laterizi, del tabacco e degli strumenti musicali. Nel Paese si trovano sia grandi multinazionali (Toyota, Honda, Sony, Panasonic, Yamaha, Toshiba, Sharp, Canon, Nintendo, SEGA, Bridgestone, Japan Tobacco, NTT, Nippon Steel, Nippon Oil) sia piccole e medie aziende. Inoltre hanno sede alcune delle maggiori banche mondiali, e la Borsa di Tokyo, seconda al mondo per capitalizzazione. Più limitato è il ruolo dell'agricoltura (riso, tè, patate, ortaggi) e dell'allevamento, mentre la pesca locale è seconda al mondo dopo quella della Cina.
Nel 2001 il Giappone contava su una popolazione attiva di 67 milioni di persone, e solo il 4% degli adulti è disoccupato. Nonostante il reddito pro capite dei giapponesi sia ancora 19º al mondo e il salario orario sia il più alto in assoluto, il Paese deve fare i conti con l'aumento della povertà (20 milioni di persone).

#### Commercio
Le esportazioni del Giappone ammontavano a 4 210 dollari pro capite nel 2005, e sono rappresentate in primo luogo da automobili e prodotti elettronici. I suoi principali clienti sono: Stati Uniti 22,8%, Unione europea 14,5%, Cina 14,3%, Corea del Sud 7,8%, Taiwan 6,8% ed Hong Kong 5,6%. Il Paese importa soprattutto materie prime agricole e minerarie, da: Cina 20,5%, Stati Uniti 12,0%, Unione europea 10,3%, Arabia Saudita 6,4%, Emirati Arabi Uniti 5,5%, Australia 4,8%, Corea del Sud 4,7%, Indonesia 4,2%.

#### Produzione di energia
Nel 2008, il 46,4% dell'energia del Giappone veniva prodotta dal petrolio, il 21,4 dal carbone, il 16,7% dal gas naturale, il 9,7% dal nucleare il 2,9% dall'energia idroelettrica. Nel 2009 l'energia nucleare prodotta rappresentava il 25,1% di tutta l'energia elettrica del Giappone.
Tuttavia, a partire dal 5 maggio 2012, tutte le centrali nucleari del Paese sono state dismesse a causa della continua opposizione dell'opinione pubblica a seguito del disastro nucleare di Fukushima Dai-ichi, anche se da settembre 2012 sono stati riattivati i reattori considerati sicuri per far fronte al fabbisogno delle aziende, con il programma di chiuderli definitivamente entro il 2030.
Data la sua forte dipendenza dalle importazioni di energia, il Giappone ha l'obiettivo primario di diversificare le fonti e mantenere elevati i livelli di efficienza energetica.